# Barbara (by)
 For alternative betydninger, se Barbara. (Se også artikler, som begynder med Barbara)
Barbara er en italiensk by (og kommune) i regionen Marche i Italien, med omkring 1.271(2023) indbyggere.